# Леопольд IV (маркграф Австрії)
Леопольд IV (нім. Leopold IV; бл. 1108—18 жовтня 1141) — маркграф Австрії (з 1136 року) і герцог Баварії (з 1139 року) з династії Бабенбергів.

## Коротка біографія
Леопольд IV був сином австрійського маркграфа Леопольда III Святого та Агнеси, дочки імператора Генріха IV.
У 1136-1137 роках змагався за владу зі своїм старшим братом Адальбертом ІІ.
1138 року на престол Німеччини вступив король Конрад III Гогенштауфен, однокровний брат по матері маркграфа Леопольда IV. Природно, що Леопольд IV активно підтримав Гогенштауфенів у їхній боротьбі з домом Вельфів. У 1139 році, після позбавлення всіх титулів герцога Баварії Генріха X з династії Вельфів, король передав герцогство Леопольду IV. В результаті Австрію було об’єднано з Баварією, а вплив Бабенбергів різко зріс.
Упродовж всього недовгого правління Леопольда IV в Баварії він вів непримиренну боротьбу з Вельфами. Ця боротьба була, втім, невдалою: 1141 року герцог зазнав поразки й незабаром помер. Леопольд IV не мав дітей, тому його спадкоємцем став молодший брат Генріх II Язомирготт.

## Шлюб
- (1138) Марія Богемська (померла бл. 1160), донька Собеслава I, князя Моравії.

Дітей не було.
| Попередник Леопольд III |  | Маркграф Австрії 1136—1141 |  | Наступник Генріх II Язомирготт |

| Попередник Генріх X |  | Герцог Баварії 1139—1141 |  | Наступник Генріх XI Язомирготт |

1. ↑  Deutsche Nationalbibliothek Record #136708021 // Gemeinsame Normdatei — 2012—2016.